# Andrea Pazienza
Pour les articles homonymes, voir Pazienza.
Andrea (Michele Vincenzo Ciro) Pazienza est un auteur de bande dessinée, dessinateur et illustrateur italien, né le 23 mai 1956 à San Benedetto del Tronto et décédé le 16 juin 1988 à Montepulciano.
Il est considéré comme l'un des auteurs les plus représentatifs et novateurs de sa génération. Ses œuvres, qui dépeignent des personnages comme Massimo Zanardi (it) et Pentothal (it), font l'objet d'expositions, d'hommages et de rééditions au fil des ans. La vie et les travaux de Pazienza ont inspiré le film Paz! (it),,,.

## Biographie
Pazienza naît à San Benedetto del Tronto, dans la province d'Ascoli Piceno, le 23 mars 1956 ; ses parents sont Enrico Pazienza et Giuliana Di Cretico, tous deux enseignants. Sa famille vit à San Severo, dans les Pouilles. Au lycée, il se lie d'amitié avec le futur auteur de bande dessinée Tanino Liberatore. En 1974, il intègre le DAMS à l'université de Bologne, mais il abandonne ses cours en fin de licence. Il participe au mouvement de contestation lié au mouvement de 1977, qui lui inspire la bande dessinée Le straordinarie avventure di Pentothal ; il est alors publié pour la première fois, dans Alter Alter, en 1977. Cette même année, il devient membre du groupe qui rédige Cannibale (it), une revue expérimentale de bande dessinée pour adultes, dans un style humoristique et satirique, fondée par Stefano Tamburini et Massimo Mattioli, auxquels se joint ensuite Tanino Liberatore. Entre 1979 et 1981, il collabore à l'hebdomadaire satirique Il Male. En 1981, avec le groupe du Cannibale ainsi que Vincenzo Sparagna (it), il fonde le mensuel Frigidaire (it), où apparaît le personnage de Massimo Zanardi (it). Cette collaboration conduit à une production intense pour Pazienza. Il crée notamment des personnages comme Francesco Stella, L'investigatore senza nome, Pertini ; il collabore avec des auteurs comme Nicola Corona et Marcello D'Angelo. En parallèle, il réalise d'autres travaux graphiques (couvertures de disques, calendrier, illustrations d'articles...).
Il se consacre également à l'enseignement, d'abord à la Libera Università di Alcatraz Santa Cristina di Gubbio de Dario Fo. En 1983, à Bologne, il participe à la Scuola di Fumetto e Arti Grafiche Zio Feininger (it) jusqu'en juin 1984, expérience qu'il relate dans le roman graphique Pompeo (it).
En outre, il signe plusieurs affiches pour le cinéma, par exemple La città delle donne de Federico Fellini (1980), Lontano da dove (1983), ainsi que des vidéoclips et des campagnes publicitaires. Dans le domaine du théâtre, il réalise des scénographies. Il est également peintre et, en 1982, ses œuvres sont exposées à la Galleria d'arte moderna di Bologna (it), en 1983 à Milan (galerie Nuages), au Palazzo delle Esposizioni de Rome (avec Francesco Tullio Altan e Pablo Echaurren). Il réalise également des peintures murales.
À cette époque où Pazienza jouit d'une grande notoriété, il consomme des drogues, notamment de l'héroïne, alternant entre des périodes de sevrage et des périodes de rechute. Dans une interview de Red Ronnie (it) en 1984, Pazienza tourne le sujet en plaisanterie bien que sa compagne, Elisabetta Pellerano, l'ait quitté. Par la suite, Pazienza épouse l'auteure de bande dessinée Marina Comandini en 1986. En parallèle, il collabore avec les principaux périodiques italiens de bande dessinée, comme Linus, et il participe à la création du mensuel Frizzer. Il exerce également pour Tempi Supplementari, Ajav (supplément de Linus), Tango (it) (supplément du quotidien L'Unità), Zut (revue satirique dirigée par Vincino) et avec Comic Art. En 1987, il réalise la scénographie du spectacle de danse Dai colli du chorégraphe Giorgio Rossi (it) et il participe à la mise en scène du Petit Diable de Roberto Benigni.
Il décède subitement dans la nuit du 16 juin 1988 à Montepulciano. Bien que la famille n'ait jamais révélé la cause officielle de son décès, laissant entendre l'évolution de causes naturelles, Sergio Staino évoque une overdose d'héroïne. Sa dépouille repose dans le cimetière de San Severo. Il avait communiqué à son père son souhait d'être inhumé à cet endroit, sous un arbre.

## Œuvres

### Bandes dessinées
- La settimana ha otto dì - 1977 Edizioni squilibri - par Francesco Schianchi - illustrations d'Andrea Pazienza
- Aficionados - 1981 Primo Carnera Editore (it) - Suppl. Frigidaire (it) n. 8-9
- Il libro rosso del male - 1981 Il Male edizioni - I quaderni del Male n. 1 - Suppl. Il Male n. 49 del 29/12/1980 - Rome
- Le straordinarie avventure di Pentothal - 1982 Milano Libri Edizioni - Milan
- Zanardi - 1983 Primo Carnera Editore - Milan
- Perché Pippo sembra uno sballato - 1983 Primo Carnera Editore - Milan
- Pertini - 1983 Primo Carnera Editore - Milan
- Glamour Book - 1984 Glamour International Production - Florence
- Tormenta - 1985 Milano Libri Editore - Milan
- Cattive compagnie - 1985 Babel editore - Atene (Grèce)
- Glamour Book 2 - 1986 Glamour International Production - Florence
- I diritti umani - 1986 Editrice Comic Art - Rome
- Pazeroticus - 1987 Glamour International Production - Florence - The secret book of glamour
- Pompeo - 1987 Editori del Grifo - La nuova mongolfiera - Montepulciano (SI)
- Zanardi e Altre storie - 1988 Comic Art - Serie Grandi Eroi n. 20 - Rome
- Cose d'A. Paz. - 1988 Primo Carnera Editore - Milan
- The Great- 1988 Primo Carnera Editore - Milan
- Zanardi. La prima delle tre - 1988 Editori del Grifo - Montepulciano
- Andrea Pazienza - 1989 Comic Art - Serie Grandi Eroi n. 32 - Rome
- Sturiellet - 1989 Editori del Grifo - La nuova mongolfiera - Montepulciano
- Sotto il cielo del Brasil - 1990 Editori del Grifo - La nuova mongolfiera - Montepulciano (SI)
- Sulla via della seta n. 1 - 1991 Edizioni ART Core
- Zuttango - 1991 Editori del Grifo - La nuova mongolfiera - Montepulciano
- Bestiario - 1992 Editori del Grifo - Montepulciano (SI)
- Bestiario 2 -2002 Grifo Edizioni- Frattamaggiore (na)
- Il Male sconosciuto di Andrea Pazienza - 1993
- La Leggenda di Italianino Liberatore - 1994 Editori del Grifo - Moltepulciano
- Sulla via della seta n. 4 - 1995 Edizioni ART Core - Speciale Umbria Fumetto
- Antologica - 1997 Baldini & Castoldi - Milan
- Paz. Scritti, Disegni, Fumetti - 1997 Einaudi - Milan
- Favole - 1998 Edizioni Di - Castiglione del Lago
- Campofame - 2001 Edizioni Di - Castiglione del Lago
- Satira 1977-1988 - 2001 Baldini & Castoldi - Milan
- Zanardi 2 – ISTANTANEE - 2001 Baldini & Castoldi - Milan
- Francesco Stella - 2002 Coconino Press - Bologne
- Superpaz 1 - 2003 Coconino Press - Bologne
- Extra Paz - 2004 Coconino Press - Bologne
- L'arte di Andrea Pazienza - 2004 Panini Comics/Gruppo editoriale L'Espresso - Modène/Rome
- Visca - 2006 Fandango Libri S.r.l. – Rome
- Jacques Prévert -2009 Fandango Libri S.r.l. - Rome